# Prionop de Retz
El prionop de Retz (Prionops retzii) és un ocell de la família dels vàngids (Vangidae).

## Hàbitat i distribució
Habita boscos de ribera i altres formacions boscoses d'Angola, sud-est de la República Democràtica del Congo, Tanzània, sud i est de Kenya, sud-est de Somàlia, Zàmbia, Malawi, nord i est de Botswana, Zimbabwe i sud de Moçambic, nord-est de Namíbia i nord-est de Sud-àfrica.